# پدبال

تصویری از راکت و توپ لاستیکی پدل بال، که با یک نوار الاستیک به هم متصل شده‌اند.

پدل‌بال (به انگلیسی: Paddle ball)، یک بازی تک‌نفره است که با یک راکت و یک توپ متصل به آن انجام می‌شود. با استفاده از راکت تخت با توپ لاستیکی کوچکی که در وسط، یک رشتهٔ الاستیک به آن متصل شده‌است، بازیکن سعی می‌کند تا جایی که ممکن است توپ را به صورت متوالی با راکت بزند.
این راکت از نظر اندازه و شکل شبیه راکت تنیس روی میز است؛ و معمولاً از جنس چوب یا پلاستیک ساخته می‌شود.
خیلی از افراد پدل بال را با ورزش پدبال (Padbol) اشتباه می گیرند. پدبال ورزش جدید و ترکیبی است از مجموع رشته های محبوب فوتبال، تنیس و اسکواش که در سال 2010 به طور رسمی در آرژانتین شروع به کار نمود و به سرعت توانست طرفداران زیادی در سراسر دنیا جذب نماید. 